# Істмен (Вісконсин)
Істмен (англ. Eastman) — селище (англ. village) в США, в окрузі Кроуфорд штату Вісконсин. Населення — 350 осіб (2020).

## Географія
Істмен розташований за координатами 43°9′55″ пн. ш. 91°1′58″ зх. д. / 43.16528° пн. ш. 91.03278° зх. д. (43.165159, -91.032838).  За даними Бюро перепису населення США в 2010 році селище мало площу 9,36 км², з яких 9,35 км² — суходіл та 0,00 км² — водойми.

## Демографія
Згідно з переписом 2010 року, у селищі мешкало 428 осіб у 168 домогосподарствах у складі 117 родин. Густота населення становила 46 осіб/км².  Було 179 помешкань (19/км²).
Расовий склад населення:
| - 98,8 % — білих |

До двох чи більше рас належало 1,2 %. Частка іспаномовних становила 0,0 % від усіх жителів.
За віковим діапазоном населення розподілялося таким чином: 25,9 % — особи молодші 18 років, 60,5 % — особи у віці 18—64 років, 13,6 % — особи у віці 65 років та старші. Медіана віку мешканця становила 37,8 року. На 100 осіб жіночої статі у селищі припадало 104,8 чоловіків;  на 100 жінок у віці від 18 років та старших — 99,4 чоловіків також старших 18 років.
Середній дохід на одне домашнє господарство  становив 53 556 доларів США (медіана — 46 354), а середній дохід на одну сім'ю — 66 703 долари (медіана — 58 750). Медіана доходів становила 32 083 долари для чоловіків та 33 068 доларів для жінок. За межею бідності перебувало 7,6 % осіб, у тому числі 4,5 % дітей у віці до 18 років та 26,0 % осіб у віці 65 років та старших.
Цивільне працевлаштоване населення становило 238 осіб. Основні галузі зайнятості: освіта, охорона здоров'я та соціальна допомога — 24,4 %, роздрібна торгівля — 18,5 %, виробництво — 14,7 %.

## Відомі люди
- Барбара Бедфорд (1903–1981) — американська акторка німого кіно.